# 三十路岬
「三十路岬」（みそじみさき）は、小神あきらのシングル。2007年8月29日にLantisから発売された。

## 概要
声優の今野宏美がテレビアニメ『らき☆すた』内のミニコーナー『らっきー☆ちゃんねる』に登場する中学生アイドル・小神あきらの曲としてリリースしたシングル。初回限定で、演歌の定番でもあるカセット版も発売された。
テレビアニメ『らき☆すた』の第16話の挿入歌・エンディングテーマであり、劇中では『らっきー☆ちゃんねる』第16回でライブ会場とは名ばかりのカラオケボックスであきらが歌い、その後、『らき☆すた』第16話のエンディングとしてあきら役の今野が出演するプロモーションビデオが流れた。
当初から「真面目に演歌を作ろう」という明確なコンセプトで作られ、楽曲やジャケットデザイン、ブックレット、プロモーションビデオ、テレビCMに至るまで演歌作品を踏襲した形となっている。
オリコン週間ランキングと演歌部門では、それぞれ初登場21位と3位を獲得した。週間チャートでの最終的な累計売り上げ枚数は12,412枚。

## 収録曲
（全作詞：畑亜貴、作曲・編曲：神前暁）
1. 三十路岬 [4:16]
  - テレビアニメ『らき☆すた』挿入歌・第16話エンディングテーマ。
2. 夢結びの雨 [4:16]
3. 三十路岬（オリジナルカラオケ）
4. 夢結びの雨（オリジナルカラオケ）

## その他
キャラクターソングではあるものの、ジャケットは和服を着た今野の写真とあきらのイラストの両面仕様になっており、着ている和服も同じ物となっている。和服は当初2着準備されていたが、本人推薦のあきら（14歳）を意識したポップ（赤に黒の市松模様）な着物は、監督の意向で地味目な柄へと変更となった。
プロモーションビデオは曲名に「岬」が付きながらも山岳地帯にある、北海道（今野の出身地。本人は千歳市出身）上川郡上川町の層雲峡・銀河の滝付近で撮影されている。
『らっきー☆ちゃんねる-陵桜学園放課後の机-』のオープニングテーマとしても使われたほか、『らき☆すた ドラマCD（ドラマがコンプリートなディスク）』やWebアニメ『宮河家の空腹』第2話でも挿入歌として使用された。
2009年には千葉マリンスタジアムで行われる千葉ロッテマリーンズのキャラクターショーで、マスコットキャラのリーンちゃんが三十路岬を歌うというパフォーマンスを行っていた。「コンプティーク」2009年10月号でもこの事が取り上げられ、その取材の際に、コンプティーク編集部員とともに観覧に来ていた今野宏美が急遽ステージにあげられるというサプライズもあった。
大酉茶屋わしのみや（現・大酉茶屋田々）では本曲にちなんだ、あきらの味噌路うどん（味噌けんちんうどん）を食べることができた。